# Hahncappsia sacculalis
Hahncappsia sacculalis là một loài bướm đêm trong họ Crambidae.